# Branimir
Branimir  è un nome proprio di persona slavo maschile, utilizzato specialmente in sloveno, croato, serbo e bulgaro; in cirillico è scritto Бранимир.

## Varianti
- Bulgaro
  - Femminili: Бранимира (Branimira)[2]
  - Ipocoristici femminili: Мира (Mira)[2]
- Croato
  - Ipocoristici: Branko[1]
  - Femminili: Branimira[2]
  - Ipocoristici femminili: Branka[2], Mira

- Serbo
  - Ipocoristici: Бранко (Branko)[1]
  - Femminili: Бранимира (Branimira)[2]
  - Ipocoristici femminili: Бранка (Branka)[2], Мира (Mira)[2]
- Sloveno
  - Ipocoristici: Branko[1]

### Varianti in altre lingue
- Ceco: Branimír
- Polacco: Bronimir[1]

## Origine e diffusione
È composto dalle radici slave borna ("protezione") e miru ("pace" e "mondo"); la prima delle due si ritrova anche in Bronislao, mentre la seconda, assai diffusa nell'onomastica slava, si può trovare in nomi quali Casimiro, Vladimiro, Sławomir, Miroslavo, Dragomir e via dicendo.

## Onomastico
Il nome è adespota, cioè non è portato da alcun santo, quindi l'onomastico ricorre ad Ognissanti, il 1º novembre.

## Persone

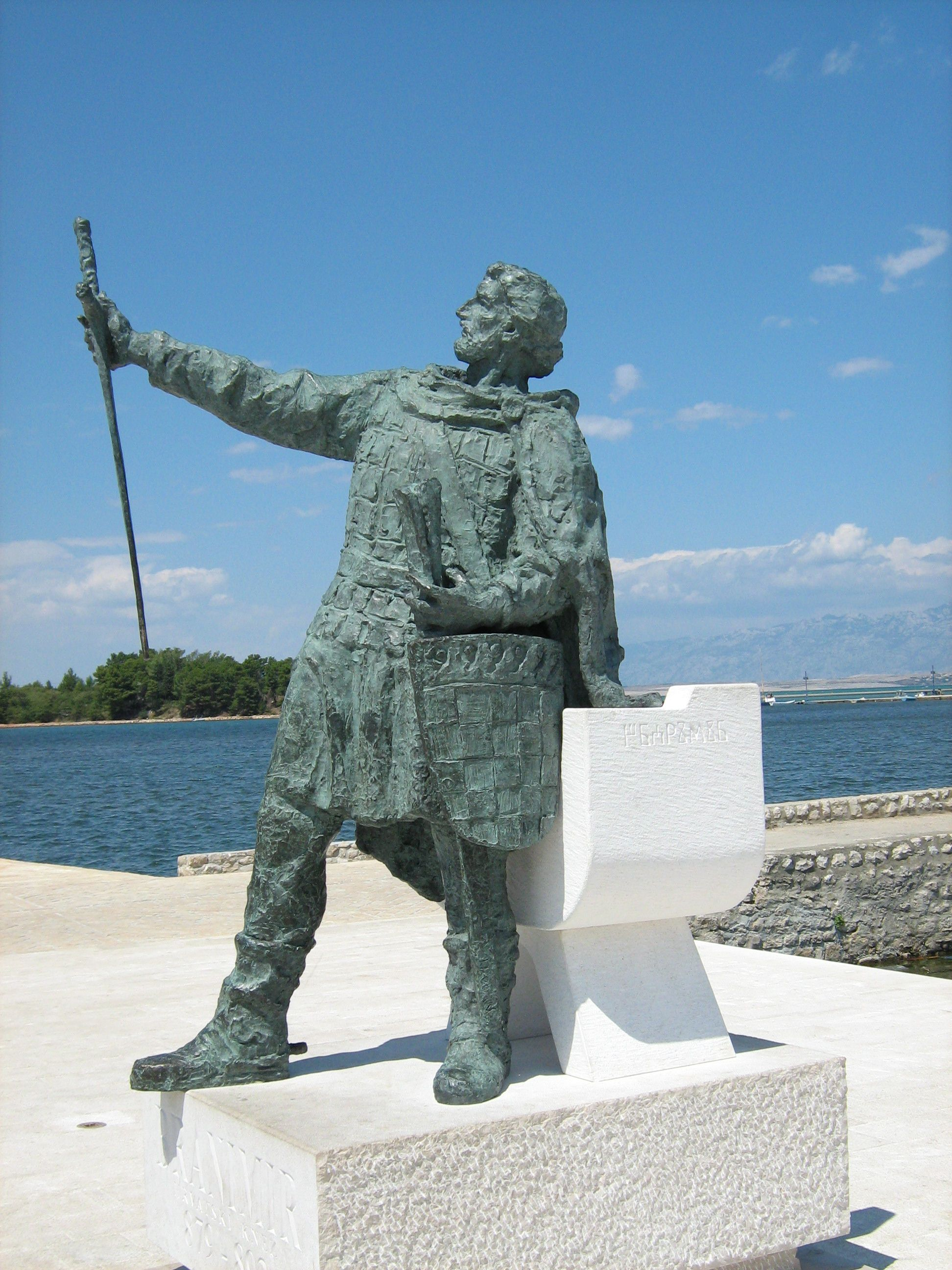
Branimir di Croazia

- Branimir di Croazia, duca della Croazia bianca
- Branimir Hrgota, calciatore svedese
- Branimir Jelušić, calciatore bosniaco
- Branimir Longin, cestista croato
- Branimir Petrović, calciatore serbo
- Branimir Poljac, calciatore norvegese
- Branimir Subaşiç, calciatore serbo naturalizzato azero